# Dơi quỷ cánh trắng
Dơi quỷ cánh trắng (danh pháp hai phần: Diaemus youngi) là một loài dơi quỷ thuộc chi đơn loài Diaemus, phân họ dơi quỷ, họ Dơi mũi lá, bộ Dơi. Chúng được Miller mô tả cấp chi năm 1906 và Jentink mô tả cấp loài năm 1893.

## Mô tả
Phân họ Dơi quỷ Desmodontinae gồm có ba chi đơn loài, tức là tổng cộng chỉ có 3 loài dơi hút máu: dơi quỷ thông thường (Desmodus rotundus), dơi quỷ chân lông (Diphylla ecaudata) và dơi quỷ thông thường (Diaemus rotundus). Nó hiện diện ở
Cũng như hai loài dơi quỷ kia, loài này là loài bản địa của châu Mỹ, sinh sống trong khu vực kéo dài từ Mexico nam Argentina. Trinidad và Isla Margarita. Tại Trinidad, lên đến 30 con dơi "Diaemus" đã được tìm thấy trong một cây cây cúc trường sanh rỗng và đã được tìm thấy trong một hang động đủ ánh sáng, cùng với Desmodus rotundus và Saccopteryx bilineata. Cá nhân bay có thể dễ dàng xác định bởi các đầu cánh trắng của chúng.
Chúng có vẻ thích máu của loài chim hơn là máu động vật có vú, và thường ăn bằng cách treo trên mặt dưới của một nhánh. Không ngạc nhiên, chúng không thực hiện kiểu cất cánh bay đặc trưng dơi quỷ thông thường. Mặc dù không phải là nhanh nhẹn trên mặt đất như những con dơi ma cà rồng thông thường, chúng khá thành thạo leo ngành. 

## Hình ảnh

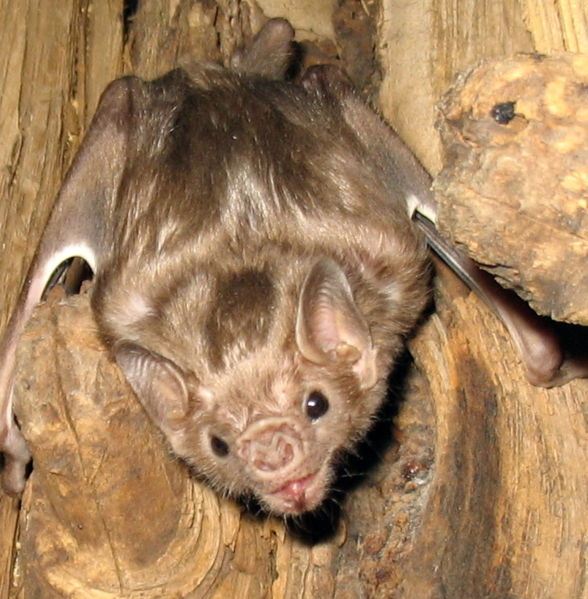
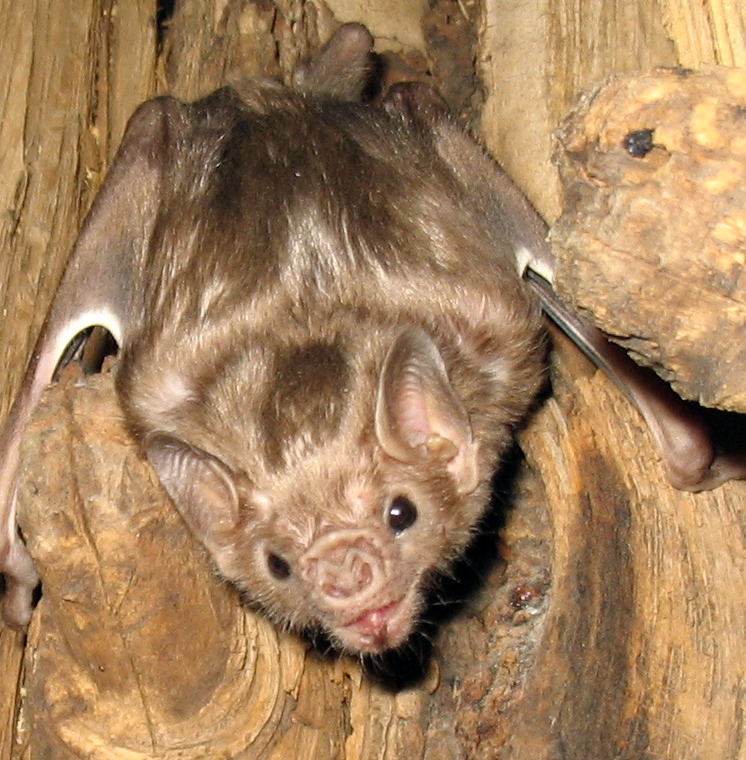